# 忍たま乱太郎 20th アニバーサリーアルバム オープニング&エンディング集
『忍たま乱太郎 20th アニバーサリーアルバム オープニング&エンディング集』（にんたまらんたろう トゥエンティース アニバーサリーアルバム オープニング アンド エンディングしゅう）は、テレビアニメ『忍たま乱太郎』の放送20周年を記念して2012年9月19日にリリースされたコンピレーション・アルバム。ポニーキャニオンから発売された。

## 概要
『忍たま乱太郎』で使用された歴代のオープニング・エンディングテーマを収録。ただし、以下の曲は収録されていない。
- 「ダンシング・ジャンク」（SUPER MONKEY'S 4） - 1993年度エンディングテーマ
- 「風」（上戸彩） - 2004年度エンディングテーマ
- 「ユメタマゴ」（NYC） - 映画「劇場版アニメ 忍たま乱太郎 忍術学園 全員出動!の段」エンディングテーマ
- 「勇気100%」 - オープニングテーマ
  - Ya-Ya-yah - 2002-2008年度
  - Hey! Say! JUMP - 2009年度
  - NYC - 2010-2011年度

なお、2009年度エンディングテーマであるHey! Say! JUMPの「夢色」は初収録となる。

## 収録された音源の年
- M‐01.07:(1993年)
- M‐02.03:(1994年)
- M‐04.05:(1995年)
- M‐06:(1996年)
- M‐08:(2002年)
- M‐09:(2005年)
- M‐10:(2007年)
- M‐11:(2009年)
- M‐12:(2010年)
- M‐13.14:(2012年)

## 収録曲
1. 勇気100% [4:11] (光GENJI)
作詞：松井五郎／作曲・編曲：馬飼野康二
2. DON'T MIND 涙 [4:16] (光GENJI SUPER 5)
作詞：松井五郎／作曲・編曲：馬飼野康二
3. SHAKING NIGHT [4:01] (光GENJI SUPER 5)
作詞：松井五郎／作曲・編曲：馬飼野康二
4. 0点チャンピオン [3:50] (Junichi&JJr)
作詞：秋元康／作曲・編曲：馬飼野康二
5. 終わらない SCHOOL DAYS [3:52](Junichi&JJr)
作詞：秋元康／作曲・編曲：馬飼野康二
6. こうしちゃいられない [3:45] (Junichi&JJr)
作詞：松井五郎／作曲・編曲：馬飼野康二
7. にんにん忍たま音頭 [4:02] (SAY・S&忍たまファミリー)
作詞：秋元康／作曲・編曲：馬飼野康二
8. 世界がひとつになるまで [4:33] (Ya-Ya-yah)
作詞：松井五郎／作曲・編曲：馬飼野康二
9. 桜援歌 (Oh!ENKA) [3:54] (関ジャニ∞)
作詞：MASA／作曲・編曲：馬飼野康二
10. 愛に向かって [3:12] (関ジャニ∞)
作詞：MASA／作曲・編曲：馬飼野康二
11. 夢色 [4:02] (Hey!Say!JUMP)
作詞：久世まりあ／作曲：馬飼野康二／編曲：馬飼野康二・石塚知生
  - 約3年半越しで初CD化。
12. ゆめのタネ [3:29] (NYC)
作詞：石川絵理／作曲：馬飼野康二／編曲：石塚知生
13. 風をきって [4:30](Sexy Zone)
作詞：松井五郎／作曲：馬飼野康二／編曲：CHOKKAKU
14. 勇気100% [3:54] (Sexy Zone)
作詞：松井五郎／作曲・編曲：馬飼野康二

| スタブアイコン | サブスタブ | この項目は、まだ閲覧者の調べものの参照としては役立たない、アルバムに関連した書きかけの項目です。この項目を加筆・訂正などしてくださる協力者を求めています（P:音楽/PJ:アルバム）。 |